# Саяка
Сая́ка (Thraupis) — рід горобцеподібних птахів родини саякових (Thraupidae). Представники цього роду мешкають в Мексиці, Центральній і Південній Америці.

## Види
Виділяють сім видів:
- Саяка блакитна (Thraupis episcopus)
- Саяка синя (Thraupis sayaca)
- Саяка венесуельська (Thraupis glaucocolpa)
- Саяка лазурова (Thraupis cyanoptera)
- Саяка жовтокрила (Thraupis abbas)
- Саяка бразильська (Thraupis ornata)
- Саяка пальмова (Thraupis palmarum)

За результатами низки молекулярно-філогенетичних досліджень два види, яких раніше відносили до роду Саяка (Thraupis), були переведені до відновлених родів Sporathraupis і Rauenia.

## Етимологія
Наукова назва роду Thraupis походить від слова дав.-гр. θραυπις — дрібний птах (в орнітології означає птаха з родини саякових).